# Monsenior
Monseniorul este un titlu derivat din franceză monseigneur, italiană Monsignore, latină dominus; ce înseamnă „domnul meu” titlu care se dădea episcopilor, arhiepiscopi și altor prelați ai bisericii catolice.